# Кахиб
Кахиб — село (аул) в Шамильском районе Дагестана. Административный центр сельского поселения «Сельсовет „Кахибский“».

## Географическое положение

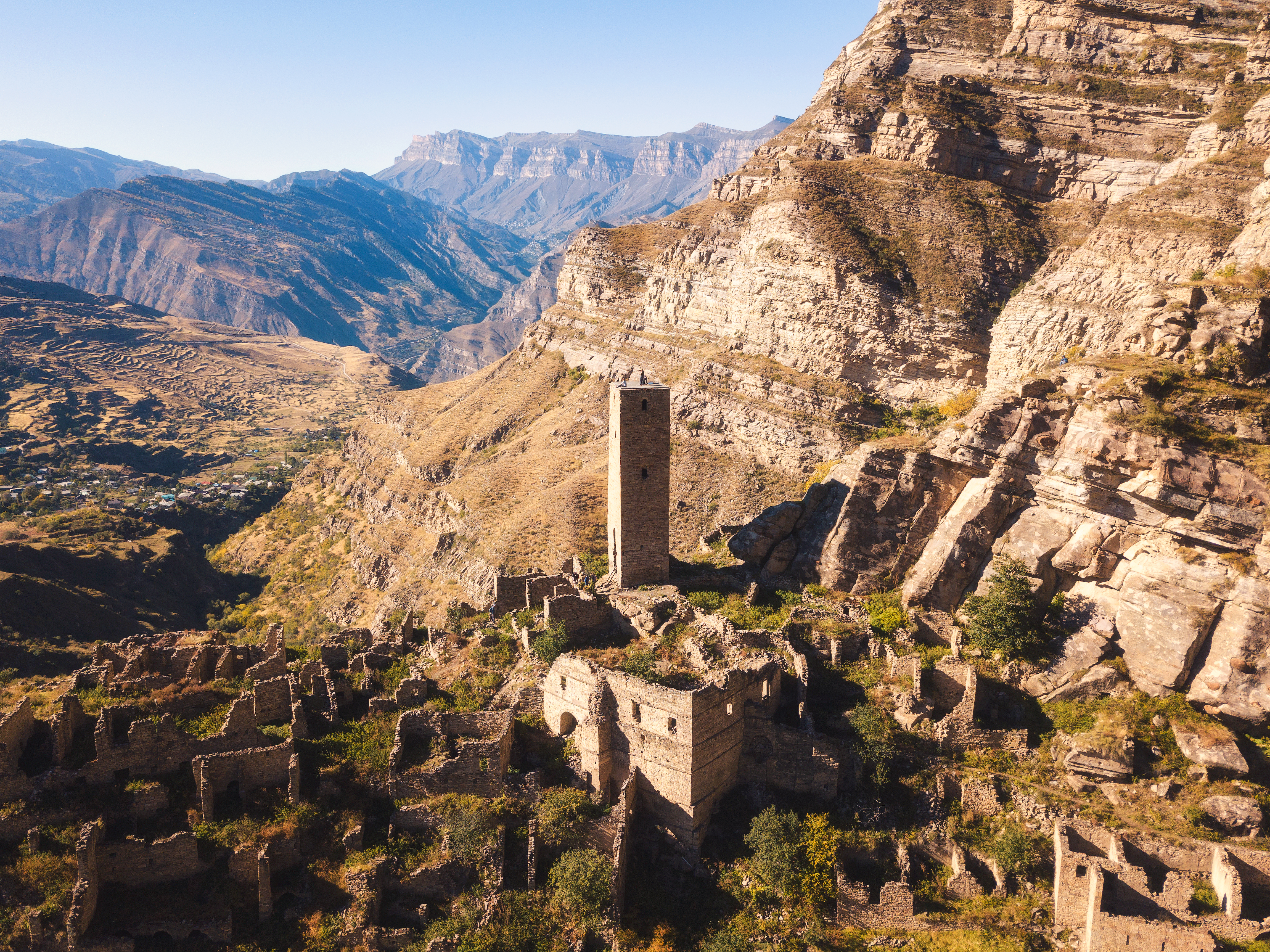
Башня Старого Кахиба

Расположено в 5 км к юго-востоку от районного центра села Хебда, на левом берегу реки Кахибтляр.

## Население
| 1869 | 1888  | 1895  | 1926  | 1939  | 1959  | 1970  |
| ---- | ----- | ----- | ----- | ----- | ----- | ----- |
| 1105 | ↗1610 | ↗1682 | ↘1312 | ↗1666 | ↘1475 | ↘1016 |
| 1989 | 2002  | 2010  | 2021  |       |       |       |
| ↘899 | ↗1197 | ↘1092 | ↗1733 |       |       |       |

## История
С 1932 по 1960 год — районный центр Кахибского района.

## Люди, связанные с селом
- Абакаров, Асхаб Тинамагомедович — советский кинорежиссёр и художник.
- С. Н. Бройтман — советский и российский учёный-филолог и литературовед, работал учителем в Кахибской средней школе.